# Sultanat de Cirebon
1445–1677
Entités précédentes :
- Royaume de Sunda

Entités suivantes :
- Indes orientales néerlandaises

Le sultanat de Cirebon (Kesultanan Cirebon en indonésien et Kasultanan Cirebon en sundanais) était un sultanat musulman situé dans le Java occidental fondé au XVe siècle. 

## Formation
La zone côtière autour du port de Cirebon était alors occupée par un village du nom de Muara Jati qui faisait partie du royaume de Sunda. Son existence est établie dans le Bujangga Manik, récits de voyages à travers les sites hindouistes de Java et Bali à la fin du XVe siècle ou au début du XVIe siècle écrits par un ermite sundanais hindouiste. La frontière du royaume de Sunda à l'ouest était le détroit de la Sonde et, à l'est, les fleuves Cipamali et Cisarayu dans le Java central. Muara Jati était à cette époque situé à 14 kilomètres de Cirebon. La transformation de ce village de pêcheurs en port de commerce musulman a eu lieu sous le règne de Ki Gedeng Tapa.
Ki Gedeng Tapa était un riche marchand de Muara Jati (connu ensuite sous le nom de Singapura). Le village attirait des commerçants musulmans et il est rapporté que, à la suite de ces contacts, Ki Gedeng Tapa et sa fille Nyai Subang Larang se sont convertis à l'islam. Le roi de Sunda, Sri Baduga Maharaja, épousa cette fille et eu trois enfants : le prince Walangsungsang (né en 1423), la princesse Rara Santang (ou Syarifah Mudaim, née en 1426) et le prince Kian Santang (ou Raden Sangara, né 1428).
Bien qu'étant l'aîné, le prince Walangsungsang n'a pas hérité de la couronne du royaume car sa mère n'était pas prameswari (reine consort) et parce que, sous l'influence de celle-ci, il s'était converti à l'islam. Les religions officielles étaient à l'époque le Sunda Wiwitan (religion traditionnelle de Sunda), l'hindouisme et le bouddhisme. C'est le fils de la troisième femme de Sri Baduga Maharaja, le prince Surawisesa, qui devint roi de Sunda.
Walangsungang partit alors étudier l'islam avec sa femme, Nyai Endang Geulis, fille de Ki Gedheng Danu Warsih. Ils effectuèrent leur apprentissage auprès d'un ouléma venu de Perse, Sheikh Datuk Kahfi, qui demanda au Prince d'établir une nouvelle ville au sud-est du Gunung Jati. C'est ainsi que la forêt fut déblayée pour créer Dukuh Alang-alang en 1445.
Danusela, l'oncle de la femme de Walangsungang, fut élu chef de  la ville et se fit appeler Ki Gedeng Alang-Alang. Il mourut deux ans plus tard et Walangsungsang devint à son tour chef sous le nom de prince Cakrabuana. 346 personnes habitaient alors la ville. Après le hajj, Cakrabuana prit un nom musulman, Haji Abdullah Iman, et établit une cour à Cirebon. À la mort de Ki Gedeng Tapa, son grand-père, il hérita de sa fortune et rattacha Singapura à son royaume naissant.

## Essor
Cakrabuana abdiqua en 1479 et fut remplacé par son neveu Sharif Hidayatullah, connu sous le nom Sunan Gunung Jati. Jusqu'ici, Cirebon payait un tribut à Sunda. Sunan Gunung Jati refusa de poursuivre cette vassalité. Il envoya une lettre à son grand-père Sri Baduga Maharaja pour lui annoncer sa pleine indépendance. 
En 1515, le sultanat de Cirebon est désormais reconnu comme un état islamique. Sous le règne de Sunan Gunung Jati, le sultanat connaît un développement économique rapide et devient un état important de la région. Le sultan épousa même une princesse, Ong Tien, fille de l'empereur de Chine. Il mourut en 1568 sans descendance.
Le général Fatahillah prit sa suite mais mourut lui aussi deux ans plus tard. C'est un arrière petit-fils de Sunan Gunung Jati qui monta sur le trône, Panembahan Ratu. Celui-ci combattra les Européens pour les expulser de Java. À sa mort en 1649, son petit-fils Panembahan Girilaya lui succéda.

## Déclin
Deux grandes puissances entouraient Cirebon pendant le règne de Panembahan Girilaya : le sultanat de Banten et le sultanat de Mataram. Banten suspecta Cirebon de se rapprocher de Mataram. De l'autre côté, Mataram a les suspicions inverses et pensa que leur rapprochement avec Cirebon n'était pas sincère. Mataram finit par avoir de plus en plus d'influence sur Cirebon. Mataram exigea ensuite que Banten se soumette à son autorité, ce que Banten refusa. Mataram ordonna alors à Cirebon d'attaquer Banten. La campagne militaire navale contre Banten fut un désastre. Il s'agit de la guerre de Pagarage en 1650. À la suite de cet échec, le sultan Panembahan Girilaya fut exécuté par Mataram et ses héritiers, les princes Mertawijaya et Kertawijaya furent pris en otage.
Le prince Wangsakerta, laissé libre, prit la suite de son père et s'occupa de l'administration de Cirebon. Inquiet du sort de ses frères, il partit demander l'aide du nouveau sultan de Banten, Ageng Tirtayasa, dont le père avait été tué pendant la guerre. Celui-ci accepta et parvint à faire libérer les frères de Wangsakerta. Il les nomma tous les trois sultans et divisa ainsi le pouvoir du sultanat, Wangsakerta n'obtenant qu'un petit domaine. En 1677, trois lignées se détachèrent à Cirebon : Kasepuhan (par Martawijaya), Kanoman (par Kartawijaya) et Keprabonan (par Wangsakerta). Banten tenait les trois courts sous son influence, le sultanat avait disparu.
Après un siècle, les disputes entre les trois lignées devinrent incessantes. Un prince Kanoman fit sécession, ce qui ajouta une quatrième lignée : Kacirebonan. En 1807, la Compagnie néerlandaise des Indes orientales, dont l'influence grandissait, soutint officiellement la lignée Kanoman. Le gouvernement des Indes orientales néerlandaises, grâce à cette division, prit le contrôle des affaires de ces cours.